# Monmarvès
Monmarvès é uma comuna francesa na região administrativa da Nova Aquitânia, no departamento Dordonha. Estende-se por uma área de 5,4 km². Em 2010 a comuna tinha 64 habitantes (densidade: 11,9 hab./km²).